# Xa lộ

Dấu hiệu quốc tế được sử dụng rộng rãi tại châu Âu để chỉ nơi bắt đầu có những hạn chế đặc biệt đối với một đoạn xa lộ

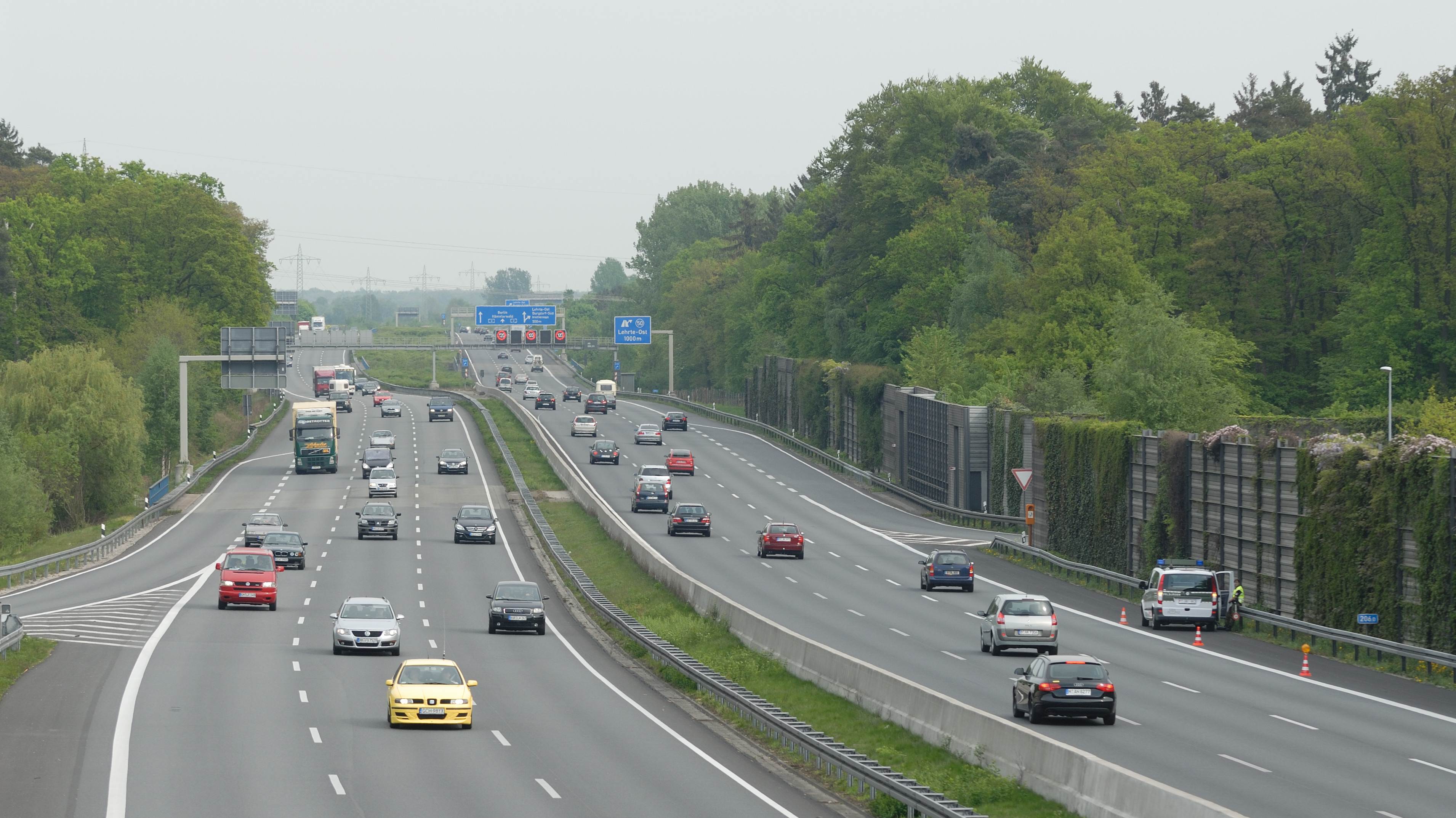
Autobahn của Đức tại Lehrte

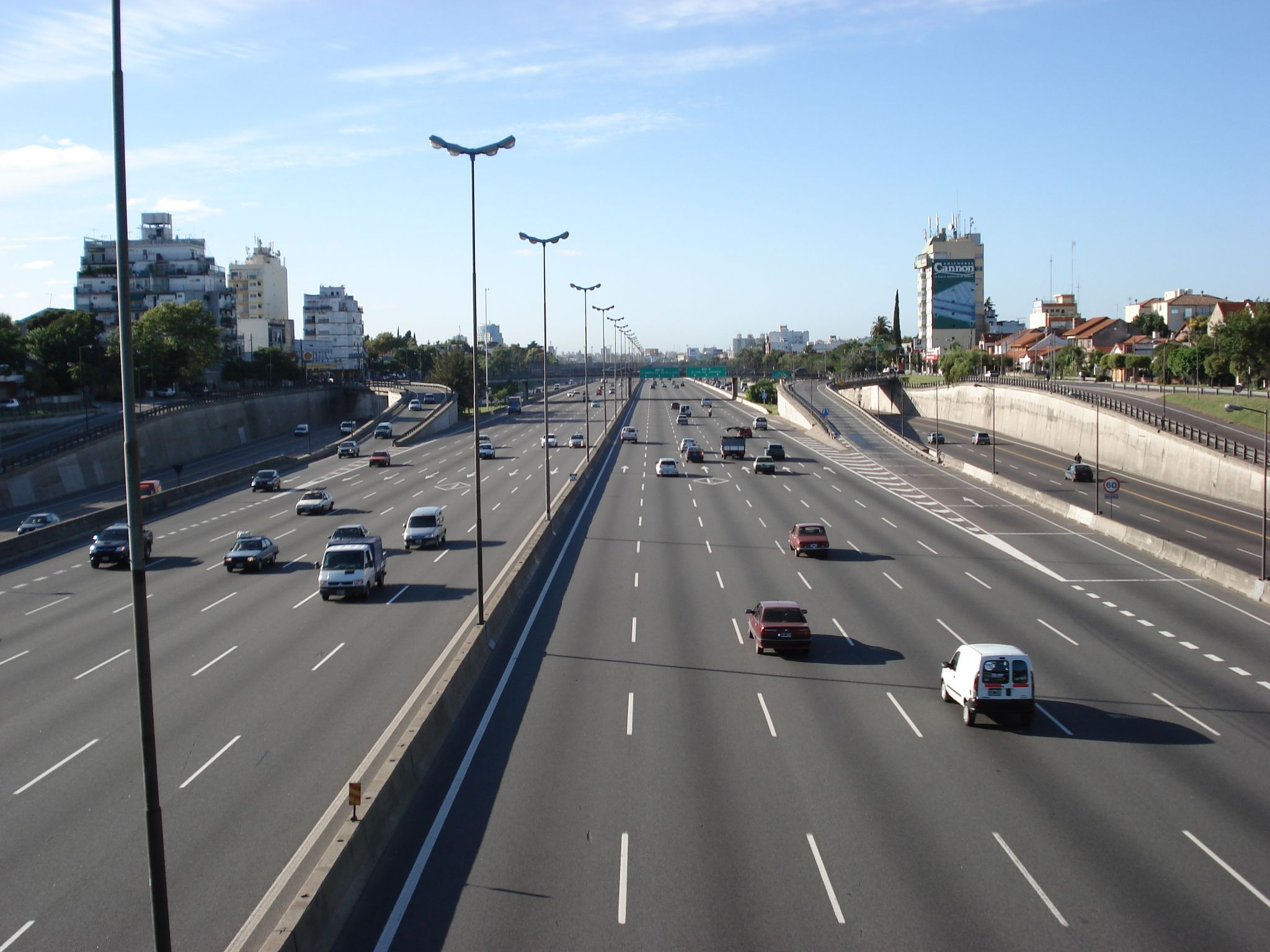
Xa lộ Liên Mỹ châu tại Đại Buenos Aires của Argentina

Xa lộ Ontario 401, đây là xa lộ bận rộn nhất tại Bắc Mỹ

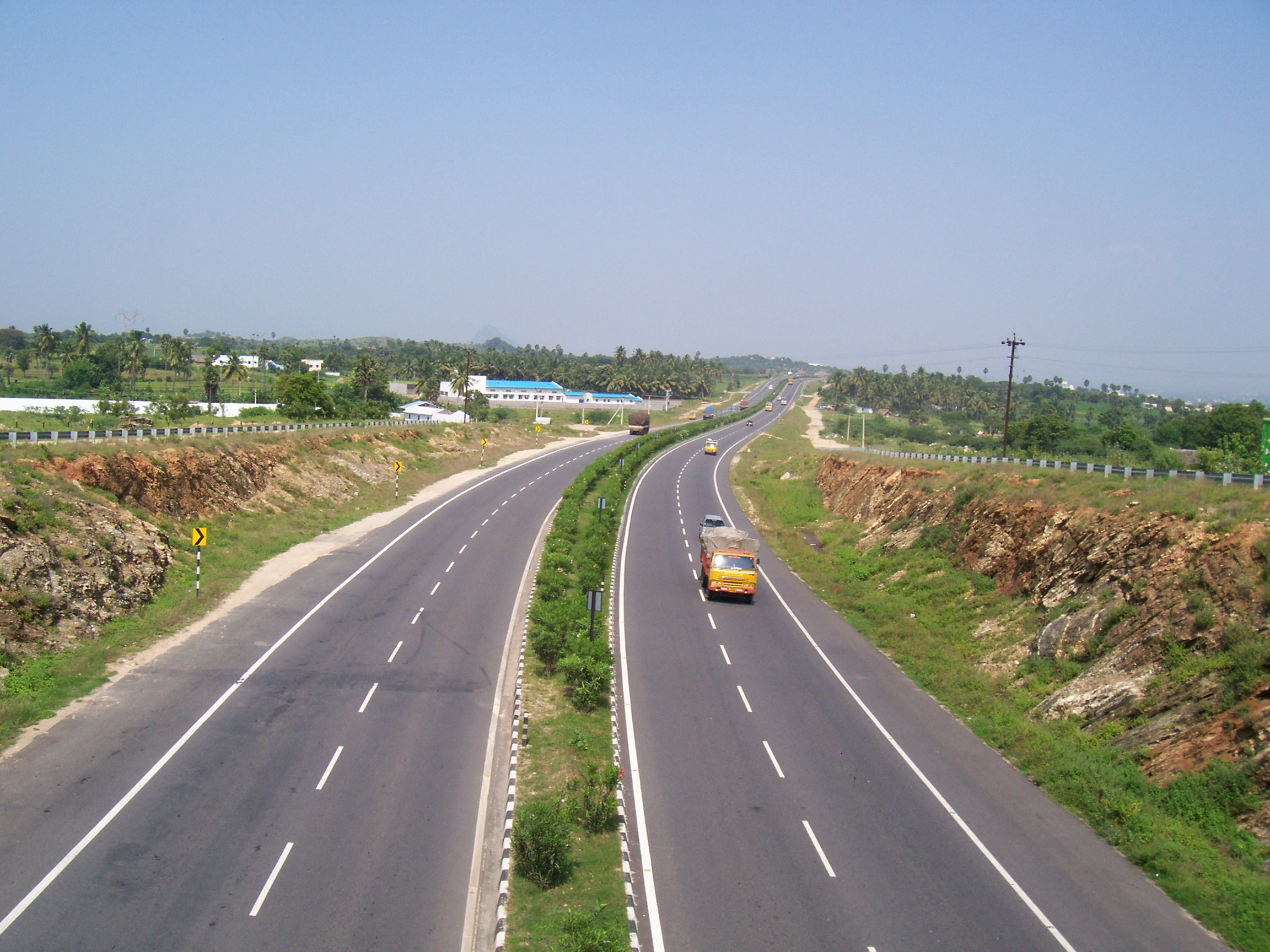
Sửa đổi Xa lộ Tamil Nadu, Ấn Độ

Một xa lộ (chữ Hán: 車路 đường xe đi, tiếng Anh: highway, tiếng Pháp: autoroute) là một đường giao thông công cộng chính yếu. Trong tiếng Anh-Mỹ, thuật từ highway thường thường và gần như luôn luôn là để chỉ các đường giao thông chính nhưng không nhất thiết là đường cao tốc. Ví dụ các quốc lộ Hoa Kỳ (US highway) phần lớn không phải là đường cao tốc và đôi khi chúng chỉ là đường phố chính của những thành phố mà chúng đi qua. Một mạng lưới liên kết các xa lộ lại với nhau có thể được gọi là một "hệ thống xa lộ". Mỗi quốc gia có một hệ thống xa lộ quốc gia riêng, gọi là hệ thống quốc lộ.

## Tổng quan
Các xa lộ chính thường được đặt tên và đánh số sau khi chính phủ hay chính quyền địa phương phát triển và bảo trì chúng. Quốc lộ 1 của Úc là xa lộ quốc gia dài nhất trên thế giới với chiều dài trên 14,500 km (9,010 mi) và chạy gần như hết một vòng quanh lục địa Úc. Hoa Kỳ có hệ thống xa lộ lớn nhất thế giới trong đó có cả Hệ thống Xa lộ Liên tiểu bang và Hệ thống Quốc lộ số Hoa Kỳ. Ít nhất có một trong số hai hệ thống hiện diện trong mọi tiểu bang và chúng kết nối liên hoàn phần lớn các thành phố lớn. Một số xa lộ như Xa lộ Liên Mỹ châu hay hệ thống xa lộ châu Âu kết nối nhiều quốc gia. Một số xa lộ lớn có cả dịch vụ phà, ví dụ như Quốc lộ Hoa Kỳ 10 băng qua hồ Michigan.
Trong thập niên 1920 và 1930, nhiều quốc gia bắt đầu đầu tư mạnh vào các hệ thống xa lộ ngày càng hiện đại đển giúp cho giao thương và củng cố quốc phòng.
Những xa lộ lớn hiện đại nối liền các thành phố tại các quốc gia phát triển và đông dân thường hợp nhất nhiều thứ chính yếu để tăng cường khả năng, hiệu quả và an toàn ở nhiều cấp độ khác nhau. Những thứ đó gồm có việc giảm số lượng lối ra vào xa lộ, sử dụng đường lộ đôi có từ hai hoặc nhiều làn xe cho mỗi lộ đơn, và các giao điểm không nằm cùng một độ cao với các đường khác hay các kiểu giao thông khác. Các thứ này thường thấy ngày nay trên các xa lộ được xây dựng để đóng vai trò là đường cao tốc.

## Thống kê

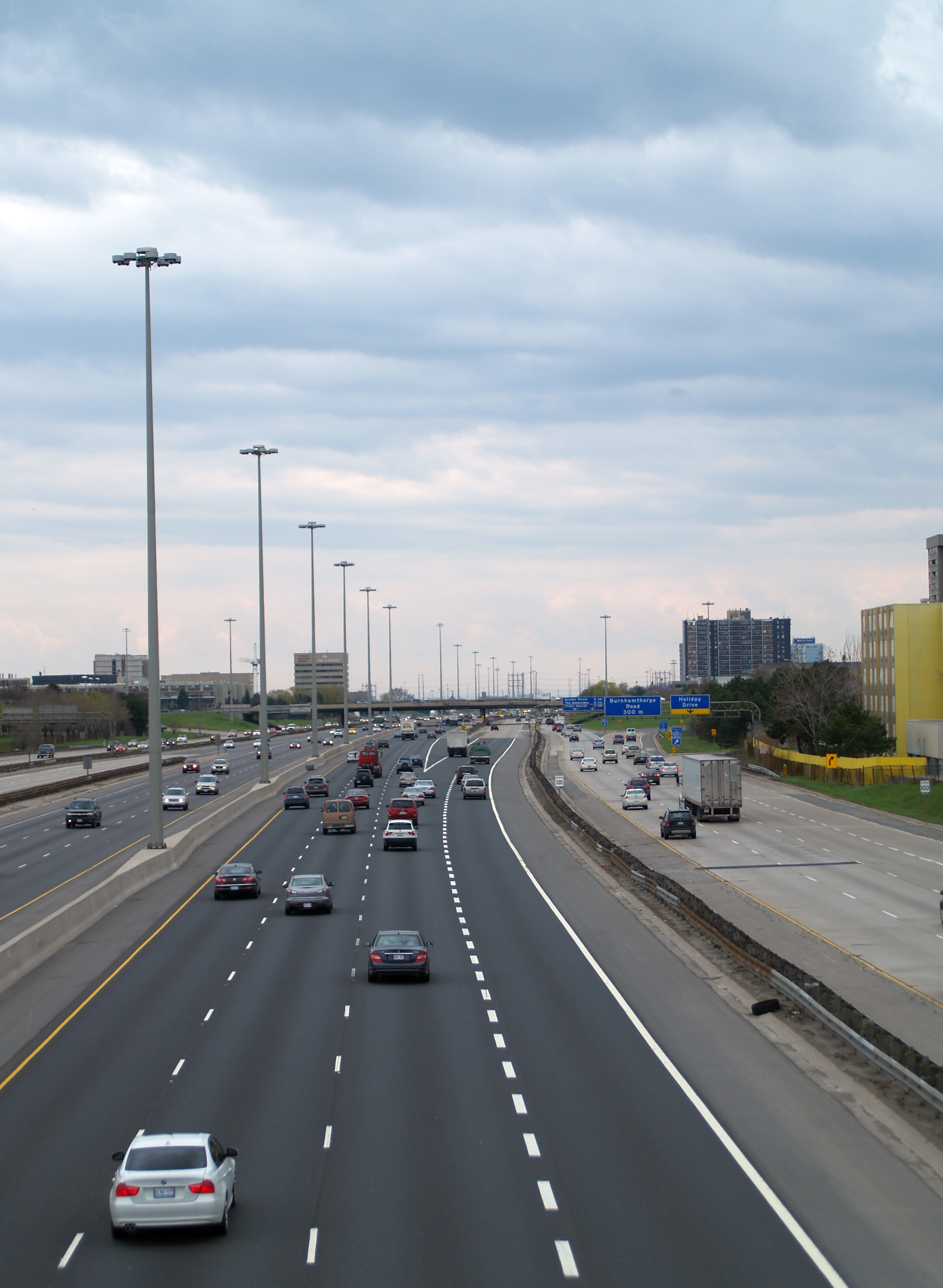
Xa lộ này (Xa lộ 427 tại Toronto, Ontario) có mặt đường bê tông và nhựa. Cả hai loại vật liệu này được sử dụng phổ biến làm mặt đường trên các xa lộ.

Hoa Kỳ có hệ thống xa lộ lớn nhất trên thế giới trong đó gồm có Hệ thống Xa lộ Liên tiểu bang và Hệ thống Quốc lộ số Hoa Kỳ. Ít nhất có một trong hai hệ thống xa lộ này hiện diện trong mọi tiểu bang và chúng kết nối liên hoàn đa số các thành phố lớn của Hoa Kỳ.
Hệ thống xa lộ của Trung Quốc đứng thứ hai trên thế giới với tổng chiều dài là khoảng 3,573 triệu km. Hệ thống đường cao tốc của Trung Quốc cũng đứng thứ hai trên thế giới và đang được mở rộng nhanh chóng, đến cuối năm 2011 có tổng chiều dài khoảng 85.000 km. Riêng trong năm 2008, hệ thống này đã mở rộng thêm với 6,433 km đường cao tốc.
- Xa lộ quốc tế dài nhất: Xa lộ Liên Mỹ châu nối liền nhiều quốc gia tại châu Mỹ dài gần 25.000 kilômét (15.534 mi) (tính đến năm 2005). Xa lộ Liên Mỹ châu không liên tục vì có một đoạn đứt khá lớn ở miền nam Panama. Tại đây có mưa nhiều và mặt đất không thích hợp cho việc xây dựng xa lộ.
- Xa lộ quốc gia dài nhất (điểm đầu đến điểm cuối): Xa lộ Liên Canada dài 7,821 km (4,860 mi) (tính đến năm 2006). Xa lộ Liên Canada chạy theo hướng đông-tây băng ngang phía nam Canada là phần đất đông dân số của quốc gia này. Nó nối liền nhiều trung tâm đô thị lớn, băng ngang gần như tất cả các tỉnh bang của Canada và vươn đến gần như tất cả các thành phố thủ phủ.[9] Xa lộ Liên Canada bắt đầu trên bờ biển phía đông trong tỉnh bang Newfoundland rồi băng qua đất liền Canada bằng phà. Nó đi đến gần như tất cả các tỉnh bang giáp biển phía đông Canada. Một con đường phụ sử dụng phà đi đến tỉnh bang Prince Edward Island. Sau khi vượt qua hai tỉnh bang đông dân nhất là Quebec và Ontario, xa lộ này tiếp tục đi về hướng tây qua các tỉnh bang Manitoba, Saskatchewan, Alberta, và British Columbia. Sau khi đến thành phố Vancouver, B.C. trên bờ biển Thái Bình Dương, có một đường phà đi về phía tây đến đảo Vancouver và thành phố thủ phủ Victoria, B.C.
- Xa lộ quốc gia dài nhất (hình tròn): Quốc lộ số 1 của Úc dài trên 20,000 km (12,427 mi). Nó chạy một vòng gần như toàn bộ bờ biển của lục địa Úc. Trừ thủ đô Canberra nằm xa phía trong, Quốc lộ số 1 này nối liền tất cả các thành phố thủ phủ của Úc mặc dù Brisbane và Darwin không được nối liền trực tiếp nhưng qua các con đường phụ không xa. Cũng có một đường kết nối bằng phà đến bang hải đảo Tasmania, và rồi có một đoạn Quốc lộ 1 nối liền các thành phố và thị trấn lớn trên đảo Tasmania trong đó có Launceston và Hobart (thành phố thủ phủ của bang hải đảo này).
- Hệ thống xa lộ quốc gia lớn nhất: Hoa Kỳ có khoảng 6.430.366 kilômét (3.995.644 mi) xa lộ nằm bên trong biên giới của mình (tính đến năm 2008).[10]
- Xa lộ bận rộn nhất: Xa lộ 401 của tỉnh bang Ontario, Canada, có lượng xe cộ trung bình là 500.000 mỗi ngày tại một số đoạn nằm trong thành phố Toronto tính đến  năm 2006.[11][12]

- Xa lộ rộng nhất (có số làn xe tối đa): Đường cao tốc Katy (một phần của Xa lộ Liên tiểu bang 10) tại thành phố Houston, tiểu bang Texas có tổng số làn xe là 26 tại một số đoạn tính đến  năm 2007. Tuy nhiên, các làn xe được phân chia thành 3 nhóm: làn xe thông thường, đường cặp sát xa lộ cao tốc (frontage road) và làn xe dành cho xe chở nhiều người (gọi là HOV lane) để điều tiết dòng lưu thông.
- Xa lộ rộng nhất (có số làn xe cùng nhóm tối đa): Xa lộ Liên tiểu bang 5 dọc theo đoạn dài 2 dặm giữa Xa lộ Liên tiểu bang 805 và Xa lộ Tiểu bang California 56 tại San Diego, California được hoàn thành vào tháng 4 năm 2007 có đến 22 làn xe.[13]
- Xa lộ quốc tế cao nhất: Xa lộ Karakoram giữa Pakistan và Trung Quốc nằm ở độ cao là 4.693 mét/15.397 ft.